# Ardabil (ostan)
Ardabil (pers. ‏اردبیل‎; azer. Ərdəbil ostanı) – ostan w zachodnim Iranie. Stolicą jest Ardabil.
Ardabil powstał w 1993 z części Azerbejdżanu Wschodniego i północnej części Gilanu. Ostan liczy 17 800 km² powierzchni. Według spisu z 2011 ludność wynosi 1 248 488 mieszkańców; dla porównania, w 2006 było ich 1 228 155, natomiast w 1996 – 1 168 011. Do największych miast stanu, według spisu ludności z 2011, należy Ardabil, Parsabad, Meszginszahr, Chalchal.
Ostan dzieli się na 10 podprowincji (shahrestan).